# The Chronic
Pour l’article homonyme, voir Chronic.
Albums de Dr. Dre
Dr. Dre Presents... The Aftermath
(1996)
Singles
1. Nuthin' but a 'G' Thang
Sortie : 19 novembre 1992
2. Fuck wit Dre Day (and Everybody's Celebratin')
Sortie : 20 mai 1993
3. Let Me Ride
Sortie : 13 septembre 1993

The Chronic est le premier album studio du rappeur-producteur américain Dr. Dre, sorti en 1992.
Cet album a fortement contribué à la popularisation du G-funk, ainsi qu'à la carrière de Snoop Dogg, qui apparaît sur presque tous les morceaux, notamment Nuthin' but a 'G' Thang, Fuck wit Dre Day (and Everybody's Celebratin'), Rat-Tat-Tat-Tat et The Day the Nigaaz Took Over.

## Production
Basés sur de nombreux samples de type funk des années 1970, les morceaux se caractérisent par un tempo plutôt lent, où les lignes de basses sont prépondérantes et où les mélodies, jouées au synthétiseur, viennent par-dessus les basses.
L'album est surtout un éloge du cannabis (la chronic est une variété de cannabis de Los Angeles et la pochette est un hommage aux paquets de feuilles à rouler de la marque Zig-Zag). Les paroles de l'album ne sont pas l'attraction majeure de l'opus. Elles relatent le plus souvent la vie des ghettos californiens, entre drogue, meurtres, rivalités sanglantes entre gangs et sexe cru. Malgré tout, un titre fait exception : Fuck wit Dre Day (And Everybody's Celebratin').

### Fuck wit Dre Day (And Everybody's Celebratin')et la rivalité entre Dr. Dre et Eazy-E
Ce titre est une diss song, à savoir un morceau où un ou plusieurs rappeurs sont violemment pris à partie. Dans Fuck wit Dre Day (And Everybody's Celebratin'), ce sont Eazy-E, Tim Dog et Luke (des 2 Live Crew) qui sont les cibles de Dr. Dre et Snoop Dogg. Dre est l'ancien partenaire d'Eazy-E, avec qui il avait fondé N.W.A et lancé sa carrière. Après le dernier album de N.W.A, Niggaz4Life (1991), Dr. Dre quitte le groupe en raison d'un désaccord financier. Naît alors une rivalité entre les deux hommes. Tout au long du premier couplet, Dr. Dre attaque violemment Eazy et son label Ruthless Records, afin de les discréditer totalement. La réponse d'Eazy-E sera un mini album de huit titres, intitulé It's On (Dr Dre) 187um Killa, tous à destination de Dre, Snoop Dogg et Death Row Records. Le second couplet (interprété par Snoop Doggy Dogg) est une attaque contre le rappeur du Bronx, Tim Dog, qui avait insulté les rappeurs de Los Angeles auparavant.

## Accueil et critique
The Chronic a été très favorablement reçu par la critique.
En 1998, le magazine The Source le classe parmi les « 100 meilleurs albums de rap ». Rolling Stone lui offre la 138e place de sa liste des « 500 plus grands albums de tous les temps », en 2003, et à la deuxième place des « 100 meilleurs albums des années 1990 ». Spin l'a classé à la deuxième place des « albums de l'année 1993 ».
The Chronic s'est classé 1er au Top R&B/Hip-Hop Albums et 3e au Billboard 200 et a été certifié triple disque de platine par la Recording Industry Association of America (RIAA) le 3 novembre 1993. 

## Distinctions
En 2018, l'album reçoit le Grammy Hall of Fame Award.
En 2019, il est inscrit au registre national des enregistrements (National Recording Registry) de la bibliothèque du Congrès à Washington. 

## Impact
Cet album servira de tremplin à Snoop Dogg pour son futur album Doggystyle, qui sortira en 1993. Grâce à The Chronic, Dre atteint la consécration et son label Death Row devint un des plus importants labels de rap.  

## Réédition
The Chronic a été réédité à trois reprises : une première version remastérisée, en 2001, une deuxième en Dualdisc contenant quatre vidéos, en 2005 et une troisième, The Chronic Re-Lit & From the Vault, avec un DVD bonus proposant une interview du rappeur, des titres inédits ainsi que des vidéos, en 2009.
On retrouve les titres Fuck wit Dre Day et Nuthin' but a 'G' Thang sur la station de radio Los Santos du jeu vidéo Grand Theft Auto: San Andreas (2004).

## Liste des titres
| No  | Titre                                                                                                   | Contient un (des) sample(s) de | Durée |
| --- | --- | --- | ----- |
| 1.  | The Chronic (Intro) (featuring Snoop Dogg)                                                              | Get Out of My Life Woman de Solomon Burke The Shalimar des Last Poets Impeach the President des Honey Drippers Colour Me Funky de Parliament                                                                              | 1:57  |
| 2.  | Fuck wit Dre Day (and Everybody's Celebratin') (featuring Snoop Dogg, RBX et Jewell)                    | (Not Just) Knee Deep de Funkadelic Atomic Dog de George Clinton Ain't No Future in Yo' Frontin' de MC Breed et DFC | 4:52  |
| 3.  | Let Me Ride (featuring Snoop Dogg, Ruben et Jewell)                                                     | Funky Drummer de James Brown Mothership Connection (Star Child) de Parliament Kissing My Love de Bill Withers Swing Down, Sweet Chariot de Parliament                                                                     | 4:21  |
| 4.  | The Day the Niggaz Took Over (featuring Snoop Dogg, RBX et Dat Nigga Daz)                               | Journaux télévisés et reportages live pendant les émeutes de Los Angeles de 1992 Love's Gonna Get'cha (Material Love) des Boogie Down Productions Living Together Is Keeping Us Apart de Clarence Reid                    | 4:33  |
| 5.  | Nuthin' but a 'G' Thang (featuring Snoop Dogg)                                                          | I Want'a Do Something Freaky to You de Leon Haywood (en) Are You Looking de Congress Alley Uphill Peace of Mind de Kid Dynamite West Coast Poplock de Ronnie Hudson & The Street People B Side Wins Again de Public Enemy | 3:58  |
| 6.  | Deeez Nuuuts (featuring Warren G, Snoop Dogg, Dat Nigga Daz et Nate Dogg)                               | Chestnuts de Rudy Ray Moore Living Together Is Keeping Us Apart de Clarence Reid Pull Fancy Dancer / Pull de One Way | 5:06  |
| 7.  | Lil' Ghetto Boy (featuring Snoop Dogg et Dat Nigga Daz)                                                 | Little Ghetto Boy de Donny Hathaway I Get Lifted de KC and the Sunshine Band featuring George McCrae | 5:27  |
| 8.  | A Nigga Witta Gun                                                                                       | Big Sur Suite de Johnny « Hammond » Smith Who's the Man? (With the Master Plan) des The Kay-Gees Friends de Whodini Fuck Wit Dre Day (And Everybody's Celebratin') de Dr. Dre featuring Snoop Dogg                        | 3:53  |
| 9.  | Rat-Tat-Tat-Tat (featuring RBX, Snoop Dogg et BJ)                                                       | Brother's Gonna Work It Out de Willie Hutch Pot Belly de Lou Donaldson Vegetable Wagon de Donny Hathaway Rock Steady d'Aretha Franklin Feel Good, Party Time de J.R. Funk and the Love Machine                            | 3:48  |
| 10. | The $20 Sack Pyramid (Skit) (featuring Big Tittie Nickie, The D.O.C., Samara et Snoop Dogg)             | We're in the Money de Ginger Rogers The $25,000 Pyramid du Robert Cobert Orchestra Papa Was Too de Joe Tex | 2:53  |
| 11. | Lyrical Gangbang (featuring The Lady of Rage, Kurupt et RBX)                                            | When the Levee Breaks de Led Zeppelin Damn des Nite-Liters The Breakdown (Part II) de Rufus Thomas Hole in the Head de Cypress Hill                                                                                       | 4:04  |
| 12. | High Powered (featuring The Lady of Rage, RBX et Dat Nigga Daz)                                         | Buffalo Gals de Malcolm McLaren | 2:44  |
| 13. | The Doctor's Office (Skit) (featuring Jewell et The Lady of Rage)                                       | | 1:04  |
| 14. | Stranded on Death Row (featuring Bushwick Bill, Kurupt, RBX, The Lady of Rage et Snoop Dogg)            | Do Your Thing (Live) d'Isaac Hayes So Wat Cha Sayin' d'EPMD (Not Just) Knee Deep de Funkadelic | 4:47  |
| 15. | The Roach (The Chronic Outro) (featuring RBX, Emmage, Ruben, Dat Nigga Daz, The Lady of Rage et Jewell) | P. Funk (Wants to Get Funked Up) de Parliament | 4:36  |
| 16. | Bitches Ain't Shit (featuring Snoop Dogg, Dat Nigga Daz, Kurupt et Jewell)                              | Adolescent Funk de Funkadelic Let's Get Small de Trouble Funk The Bridge de MC Shan | 4:48  |

| 17. | Dre Day | 6:15 |

| 1. | Nuthin' but a 'G' Thang (Original Music Video) | 4:47 |
| 2. | Let Me Ride (Original Music Video)             | 6:54 |
| 3. | Dre Day (Original Music Video)                 | 6:15 |
| 4. | Lil' Ghetto Boy (Original Music Video)         | 5:04 |

| 1.  | Dre Day (Original Music Video)                                                         | 6:15  |
| 2.  | Dre Day (Censored Music Video)                                                         | 6:14  |
| 3.  | Let Me Ride (Original Music Video)                                                     | 6:54  |
| 4.  | Let Me Ride (TV Version Music Video)                                                   | 4:24  |
| 5.  | Nuthin' but a 'G' Thang (Original Music Video)                                         | 4:47  |
| 6.  | Nuthin' But a 'G' Thang (Unrated Music Video)                                          | 4:48  |
| 7.  | Lil' Ghetto Boy (Original Music Video)                                                 | 5:04  |
| 8.  | Dr. Dre Interview                                                                      | 30:22 |
| 9.  | The Robbery                                                                            | 6:34  |
| 10. | The Chronic Promo #1                                                                   | 0:36  |
| 11. | The Chronic Promo #2                                                                   | 0:36  |
| 12. | The Chronic Promo #3                                                                   | 0:36  |
| 13. | The Chronic Promo #4                                                                   | 0:36  |
| 14. | The Chronic Promo #5                                                                   | 0:36  |
| 15. | The Chronic Commercial #1                                                              | 0:36  |
| 16. | The Chronic Commercial #2                                                              | 0:36  |
| 17. | The Chronic Commercial #3                                                              | 0:36  |
| 18. | The Chronic Commercial #4                                                              | 0:36  |
| 19. | Dr. Dre in Saigon, CA (Featurette)                                                     | 4:24  |
| 20. | Poor Young Dave (Interprété par Snoop Dogg)                                            | 2:54  |
| 21. | Slippin' in the West (Interprété par CPO et Kurupt)                                    | 5:06  |
| 22. | Smoke Enough Bud (Interprété par Jewell et Snoop Dogg)                                 | 5:26  |
| 23. | Foo Nay Mic (Interprété par CPO)                                                       | 4:24  |
| 24. | Dogg Collar (Interprété par Snoop Dogg, Lady V, KV, Big Pimpin', 6'9°, Twin et Badass) | 5:04  |
| 25. | Touchdown (Interprété par Snoop Dogg et Threat)                                        | 4:26  |
| 26. | Would You Ride (Interprété par Kurupt, Amber, Tyrone, Daz et Snoop Dogg)               | 6:29  |

## crédits
Liste des personnes ayant contribué à cet album dans l'ordre alphabétique d'après les crédits de l'album :
•Big Titties Nickie :
Artiste vedette, Interprète
•BJ "The Mocking Bird" :
Artiste vedette, Interprète
•Eric Borders :
Guitare
•Kimberly Brown :
Coordinateur de projet
•Bernie Brundman :
Mastering
•Katisse Buckingham :
Flûte, Saxophone
•Bill Bushwick :
Artiste vedette, Artiste invité, Voix
•Chris Clairmont :
Guitare
•Ruben Cruz :
Artiste en vedette
•The D.O.C :
Compositeur, artiste vedette
•Daz Dillinger:
Artiste vedette, Interprète , Programmation de batterie (piste 9)
•Dr. Dre :
Compositeur, Programmation de batterie, Claviers, synthétiseur, Minimoog, Mixage, Artiste principal, Producteur
•Nate Dogg :
Compositeur, artiste vedette, voix
•Emmage :
Artiste vedette, Voix
•Warren G :
Artiste vedette, Voix
•Bernie Grundman :
Mastering
•Kimberly Holt : Direction artistique, Création, Design
•Jewell :
Compositeur, artiste vedette
•Daniel Jordan :
La photographie
•Suge Knight : 
Producteur exécutif
•Kurupt :
Compositeur, artiste vedette, voix
•Kevin Lewis :
Compositeur
•Cheron Moore :
Tambours
•Rage :
Compositeur, artiste vedette, voix
•RBX :
Compositeur, artiste vedette, voix
•Justin Reinhardt :
Claviers
•Greg Royal :
Mastering
•Samara :
Artiste vedette, Interprète
•Snoop Dogg :
Compositeur, artiste vedette, interprète
•Chris "the Glove" Taylor :
Mixage, Assistant de mixage
•Willie Will :
Mixage, Assistant de mixage
•Colin Wolfe :
Compositeur, Guitare Basse, Minimoog, Claviers